# Georg von Wangenheim (Haushofmeister)
Georg von Wangenheim zu Tüngeda (* 2. Oktober 1606 in Gotha; † 20. März 1660 ebenda) war ein thüringisch-sächsischer Hofbeamter aus der Familie von Wangenheim.

## Herkunft
Georg von Wangenheim entstammte dem thüringischen Adelsgeschlecht derer von Wangenheim. Sein Vater war Georg Melchior von Wangenheim (1580–1631), Ritterschaftlicher Obersteuereinnehmer, seine Mutter Anna Maria geb. von Hoym (1589–1606).

## Leben

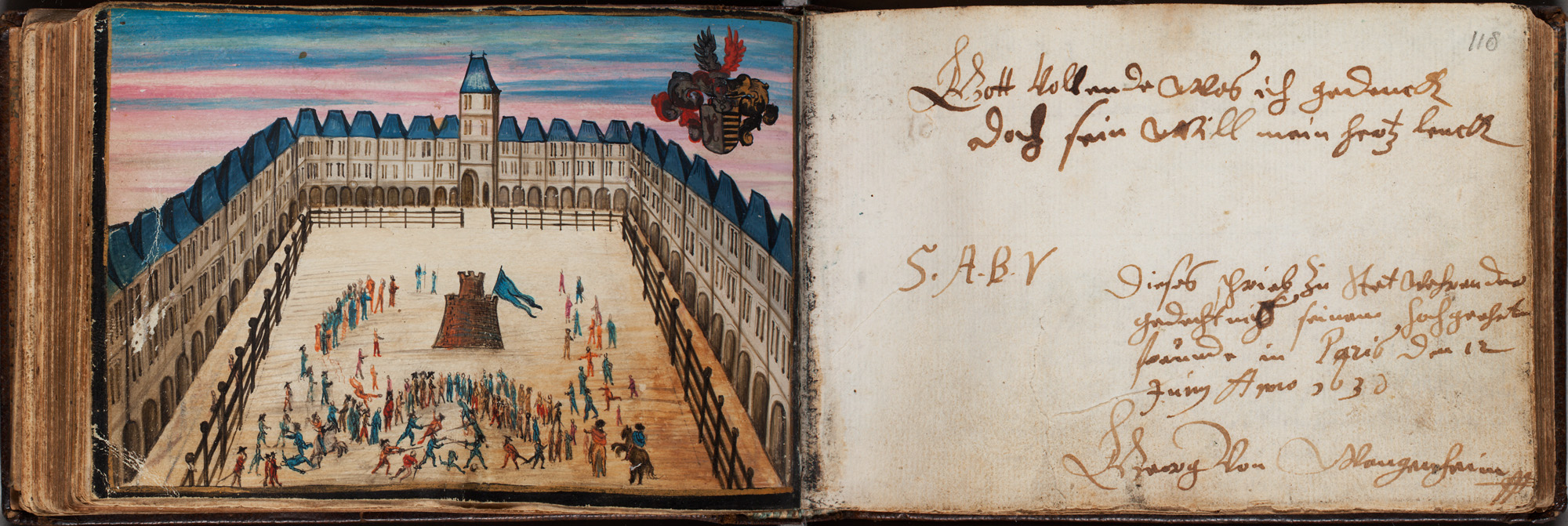
Stammbucheintrag vom 12. Juni 1630 in Paris

1630 trug er sich in Paris in das Stammbuch des späteren Stallmeisters Hans Heinrich Oberhaupt von Schwarzenfels (1604–nach 1654) in Sondershausen ein. Georg von Wangenheim war 1640–1652 Stallmeister des ersten Herzogs von Sachsen-Gotha, Ernst I. dem Frommen (1601–1675), und als Nachfolger des Georg von Kötschau von 1652 bis 1659 auch dessen Haushofmeister.
Laut Landesgeschichtlichem Informationssystem Hessen/Hessische Biografie war er 1649/50 auch Gesandter von Hessen-Darmstadt beim Nürnberger Exekutionstag und Teilnehmer des anschließenden Friedensmahls; das scheint wenig plausibel, mag aber mit seiner Ehe mit der Tochter des 1646 verstorbenen hessen-darmstädtischen Kriegskommissars Georg Bernhard von Hertingshausen zu erklären sein.

## Ehe und Nachkommen
Georg von Wangenheim war verheiratet mit Agnes von Hertingshausen († 1691), Tochter des Hessen-Darmstädtischen Geheimen Kriegskommissars Georg Bernhard von Hertingshausen († 1646) und dessen Ehefrau Anna von Bredow († 1651).
Der Ehe entstammten ein Sohn und zwei Töchter:
- Johann Georg von Wangenheim (1642–1704), Wirklicher Geheimer Rat und Obersteuerdirektor in Sachsen-Gotha
- Elisabeth Juliane ⚭ Hans Dietrich von Geismar (1649 – 27. Dezember 1702),[3][4] Sachsen-Weißenfelsischer Kammerrat, Oberjägermeister und Oberforstmeister, Mitglied der Fruchtbringenden Gesellschaft als „der Preisende“
- NN ⚭ Benjamin von Münchingen (1648–1685), Württembergischer Regierungsrat